# Nimboran jezik
Nimboran jezik (nambrong; ISO 639-3: nir), papuanski jezik porodice nimboran, kojim govori 2 000 ljudi (1987 SIL) od 3 500 (1987 SIL) etničkih Nimborana, naroda koji sebe naziva Nembruó ili Nembruóu, a živi u nekih 26 sela zapadno od jezera Sentani.
Sela (Voorhoeve 1975): Berap, Uarombaim, Samonggrang, Besym, Kesytemo, Imstum, Sanggal, Keborym, Sarmai, Imeno, Ombrop, Ienggu, Singgriuai, Singgri, Nggeniem Leky, Nggeniem, Hamong, Kaitemo, Sarmaikrang, Paobaim, Kuiemo, Meiu, Beniom, Nenggupku.

## Vanjske poveznice
- Ethnologue (14th)
- Ethnologue (15th)